# Juan Pablo Mohr Prieto
Juan Pablo Mohr Prieto (Xile, 9 de febrer de 1987 - K2, el Pakistan, 6 de febrer de 2021) va ser un arquitecte i alpinista xilè, especialitzat en l'ascens de vuit mils. En 2017 va fer l'ascensió a l'Annapurna i a l'any següent el Manaslu. El 2019, va completar al costat de Sergi Mingote les ascensions al Lhotse i al Dhaulagiri. Posteriorment també va assolir el cim de l'Everest.

## Biografia
El 2012, es gradua com a arquitecte per la Universitat Diego Portales, per després dedicar-se a la realització de diversos cursos d'alpinisme i rescat. Creà la fundació Deporte Libre, una organització sense ànim de lucre que té com a objectiu la instal·lació d'infraestructures esportives en espais abandonats.
L'any 2017, en companyia de Sebastián Rojas, aconsegueix coronar el cim de l'Annapurna (8091 m), convertint-se així en un dels pocs xilens en assolir aquesta fita. En 2019, Mohr va establir un Rècord Guinness en ser la primera persona a realitzar l'ascens al cim del Lhotse (8.516 m), per a després fer l'Everest (8.848 m) sense pausa, és a dir, sense tornar al camp base en menys d'una setmana, sense l'ajuda de xerpes i sense oxigen. A l'octubre del mateix any, va efectuar un ascens, també en estil alpí al Dhaulagiri (8.167 m).
Després d'aquests dos projectes, Mohr comença a delinear un projecte per pujar fins al cim més alt de cadascuna de les setze regions de Xile i construir refugis de muntanya en totes elles. En declaracions seves digué que «com a arquitecte vull dissenyar i fer refugis a les muntanyes més altes de cada regió per a expandir el muntanyisme a Xile». Així mateix, contemplava també el desenvolupament de tallers de muntanyisme i capacitació a les comunitat locals, amb l'objectius de generar un sistema que permetés l'administració local de cada refugi. Aquesta projecte comptà amb el suport del Ministeri de Béns Nacionals, l'Institut Nacional de l'Esport i del Servei Nacional de Turisme.

## Accident al K2
A finals del 2020, Mohr va viatjar al K2 juntament amb Sergi Mingote, per convertir-se en els primers que ascendien la muntanya en temporada hivernal. Mohr es trobava en companyia de Mingote quan aquest últim va morir en una caiguda, el dia 16 de gener de 2021. Després de la mort del seu company, Mohr decidí continuar el seu intent, en companyia de l'alpinista italiana Tamara Lunger. Amb l'abandó de Lunger, Mohr s'uneix a l'equip format pels pakistanesos Muhammad Alí Sadpara i Sajid Sadpara i l'islandès Snorri Sigurjónsson. No obstant, Sajid és veié obligat a abandonar l'intent a causa del mal funcionament del seu regulador d'oxigen. Posteriorment, el divendres 5 de febrer, durant l'ascens al cim, es perd el contacte amb els dispositius GPS del trio degut, probablement, al fred extrem de la zona. El dia següent són declarats desapareguts els tres alpinistes i s'inicia la cerca amb ajuda de l'exèrcit pakistanès, però aquesta no dona resultats. Finalment, el 18 de febrer, el govern del Pakistan dona per morts als tres membres de l'expedició. «Hem arribat a la conclusió que els escaladors ja no es troben en aquest món», va sostenir el ministre de Turisme, Raja Nasir Ali Khan, el qual va explicar que la decisió de declarar-los morts fou presa per les autoritats governamentals, l'exèrcit i les famílies dels alpinistes, després de gairebé dues setmanes de cerca en condicions climàtiques adverses.
El 26 de juliol de 2021 es va confirmar la troballa del cos de Mohr, al costat dels seus companys, Ali i Sigurjónsson. La seva família, després de viatjar al Pakistan, va decidir deixar el seu cos a la muntanya declarant que el lloc és "un dels millors per al seu descans".